# Centre d’Essais des Landes
Das Centre d’Essais des Landes (auch DGA Essais de missiles) ist ein Startplatz für Höhenforschungsraketen und ein Testgelände zur Erprobung militärischer Raketen in Frankreich zwischen Biscarrosse und der Atlantikküste. 

## Beschreibung und Geschichte
Das Centre d’Essais des Landes wurde 1967 als Ersatz für den ehemaligen Startplatz in Hammaguir in Betrieb genommen. Das Testgelände dient hauptsächlich der Erprobung militärischer Raketen und es werden auch zivile Höhenforschungsraketen gestartet. Die wichtigste Startrampe des Centre d’Essais des Landes ist die Base Lancement Balistique (44° 21′ 43″ N, 1° 15′ 0″ W), von der die meisten Mittelstreckenraketen gestartet wurden. Zumindest früher konnte das Centre d’Essais des Landes alle zwei Jahre am französischen Nationalfeiertag besichtigt werden. Am Nordrand des Sperrgebiets, direkt südlich von Biscarrosse Plage, liegt die Kaserne der 17e groupe d'artillerie der französischen Landstreitkräfte.